# Brouwerij Du Lac

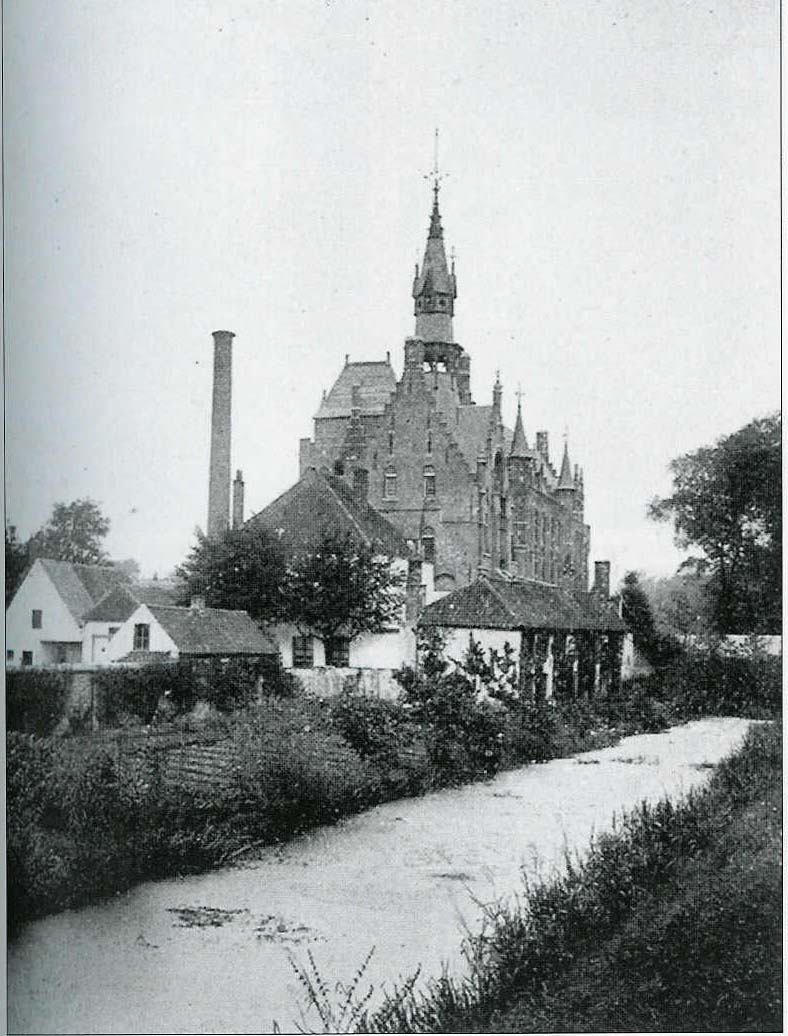
Brouwerij Du Lac.

Brouwerij Du Lac was een bierbrouwerij opgericht op 24 september 1919 in de Belgische stad Brugge. Het was een coöperatie tussen 43 verschillende brouwers, waaronder onder andere Brouwerij 't Hamerken, Brouwerij Drie Monniken, Brouwerij De Cop, Brouwerij De Zwaan, Brouwerij Wante en Brouwerij De Meermin, allen uit Brugge, Brouwerij De Leeuw uit Aartrijke en andere, meestal uit de provincie West-Vlaanderen. De samenstelling van de leden werd trouwens dikwijls gewijzigd.

## Katelijnevest
Du Lac was geïnstalleerd in maalderij van Hendrik Macqué aan de Katelijnevest. Door de verbouwingen van 1900 door Oscar De Breuck had het eerder het uitzicht van een kasteel dan van een bedrijfsgebouw.
Het had een lang verleden dat terugging tot 1481, toen het nog de Hongersnoodmolen heette.

## Pils
Het waren niet alleen bedrijven die hun activiteiten stopten omwille van de Eerste Wereldoorlog, maar ook brouwers, welke in hun eigen vestiging alleen hoge gistingsbieren brouwden.
Op die manier wilde de groep de krachten bundelen tegen de grootste Brugse brouwerij die reeds lage gistingsbieren -  lees: pils -  brouwde, nl. de  Brouwerij Aigle Belgica (oorspronkelijk onder de naam De Arend, maar in 1928 gefuseerd met de Belgica uit Gent).
Het eerste brouwsel van Du Lac werd reeds in 1921 op de markt gebracht en kende al vlug succes. Later kwamen er verschillende varianten van dit bier, met de namen Bock, Mixte, Bavière, Export, Munich en Sterck.
Ondertussen zaten de leden zelf ook niet stil en streefden ze ernaar ook hun eigen pils op de markt te brengen. Zo nam Brouwerij ’t Hamerken vanaf 1933 geen bier meer af van Du Lac.
In 1960 werd Du Lac overgenomen door Brouwerij Leopold uit Brussel. In 1965 werd er gestopt met brouwen en in 1972 werd de vestiging afgebroken. Leopold werd in 1976 zelf overgenomen door Brouwerij Artois en gesloten in 1981. Later werd dit Interbrew, InBev en Anheuser-Busch InBev.